# Мошик Максим Миколайович
Максим Миколайович Мошик (*21 червня 1977, Умань, Черкаської області)  — сумський поет, музикант, актор, вчитель. Регент православного хору. 

## Біографія

### Родина
Син кобзаря Миколи Мошика. 1977 родина Мошиків переїздить із Умані до Сум. 
- 1984 - пішов до Сумської ЗОШ №17,
- 1992-1996  — Сумське державне музичне училище,
- 1996-1997 - працював у Боромлянській Дитячій музичній школі викладачем музики по класу баяна,
- 1997-2002  — Сумський педуніверситет музично-педагогічний факультет.

### Трудова діяльність
- 2002-2004  —  вчитель музики у 29-й ЗОШ м. Суми.
- 2004-2005  —  Сумська обласна філармонія  —  артист.
- 2005-2008  —  артист Театру драми та музичної комедії ім. Щепкіна
- 2009  —  артист Сумської обласної філармонії.
- 2023 —Dong Yang Poland працівник продукції на заводі пластикових деталей до автомобілів.

Також співав у церковних хорах Глинської пустині (Глухів) УПЦ(МП), Спасо-Преображенського кафедрального собору м. Суми УПЦ(МП), Свято-Георгієвський церкви  —  регент хору (Київський патріархат).

### Творчість
Член літературної студії «Орфей», брав участь у фольклорній експедиції до слобожанський територій Росії. 
1998  —  перша збірка поезій «Затамували подих небеса» (видавництво Козацький вал, Суми) 
Починаючи з 1999-го  публікує ряд нових циклів, які виходять у поетичному збірнику «Орфей», «Слобожанщина» – 2001 Суми, «Крона слова» (Суми, 2003), «Слобожанщина молода» (2006) та у місцевій періодиці. 
- 2007  —  збірка поезій «Сповідь» (вид-во МакДен, Суми).
- 2008  —  збірка поезій «Обезкрилені боги» (вид-во Корпункт, Суми).

### Сімейний стан
Одружений, виховує доньку. 